# Star Screen Award/Special Jury Award
Der Special Jury Award ist eine Kategorie des indischen Filmpreises Star Screen Award.
Der Star Screen Award Best Film wird von einer angesehenen Jury der Bollywoodfilmindustrie gewählt. Die Gewinner werden jedes Jahr im Januar bekanntgegeben.
Liste der Gewinner:
| Jahr | Bezeichnung                          | Film - Song                    | Persönlichkeiten    |
| ---- | ------------------------------------ | ------------------------------ | ------------------- |
| 1995 | kein Preis                           | kein Preis                     | kein Preis          |
| 1996 | Performer of the Decade              | Coolie No. 1                   | Govinda             |
| 1997 | Debut Producer                       | Agnisakshi                     | Binda Thackery      |
| 1997 | Debut Director                       | Bandit Queen                   | Shekar Kapoor       |
| 1997 | Best Child Singer                    | Masoom - Chotta Baccha         | Aditya Narayan      |
| 1997 | Best Fresh Talent                    | Raja Ki Aayegi Baraat          | Rani Mukherjee      |
| 1998 |                                      |                                | Govinda             |
| 1999 | kein Preis                           | kein Preis                     | kein Preis          |
| 2000 |                                      |                                | Shaheed Udham Singh |
| 2001 | kein Preis                           | kein Preis                     | kein Preis          |
| 2002 |                                      | Dil Chahta Hai                 | Farhan Akhtar       |
| 2002 |                                      | Dil Chahta Hai                 | Akshaye Khanna      |
| 2003 |                                      | Saathiya                       | Rani Mukherjee      |
| 2003 |                                      | Company – Das Gesetz der Macht | Ram Gopal Varma     |
| 2003 |                                      | Mr. and Mrs. Iyer              | Konkona Sen Sharma  |
| 2003 |                                      | Let´s Talk                     | Boman Irani         |
| 2004 | Distinction Directoral Debut         |                                | Nikhil Advani       |
| 2004 | Distinction Directoral Debut         |                                | Rajkumar Hirani     |
| 2004 | Artist of the Decade                 |                                | Anu Malik           |
| 2004 | Artist of the Decade                 |                                | Rajkumar Santoshi   |
| 2005 | For the Voice                        | Murder - Bheege Honth Tere     | Kunal Ganjawala     |
| 2005 | For the Film                         | Swades                         | Ashutosh Gowariker  |
| 2006 | Breakthrough Performance by an Actor | Iqbal                          | Shreyas Talpade     |
| 2007 |                                      |                                |                     |
| 2008 |                                      | Taare Zameen Par               | Darsheel Safary     |